# Simao Rodrigues de Azevedo
Pour les articles homonymes, voir Rodrigues (homonymie) et Azevedo.

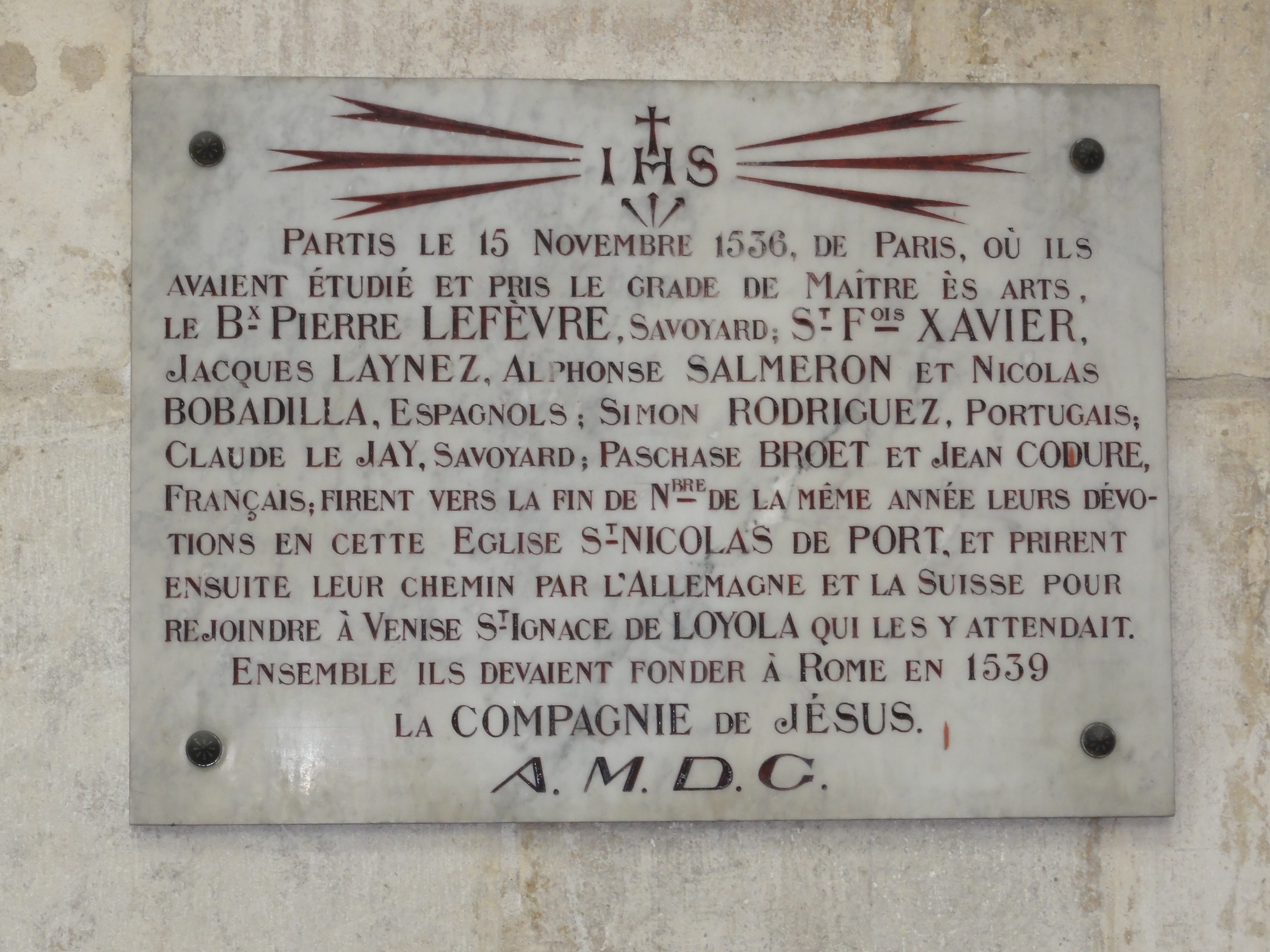
Plaque commémorative de son passage en 1536 à Saint-Nicolas-de-Port

Simão Rodrigues de Azevedo né en 1510 à Vouzela, Portugal et décédé le 15 juillet 1579 à Lisbonne (Portugal), était un prêtre jésuite portugais. Il fait partie du groupe fondateur de la Compagnie de Jésus, particulièrement actif au Portugal où il implanta le nouvel Ordre religieux.

## Biographie
D'une famille noble, il termina sa formation à Paris où il devint l'un des six premiers compagnons d'Ignace de Loyola en 1532. 

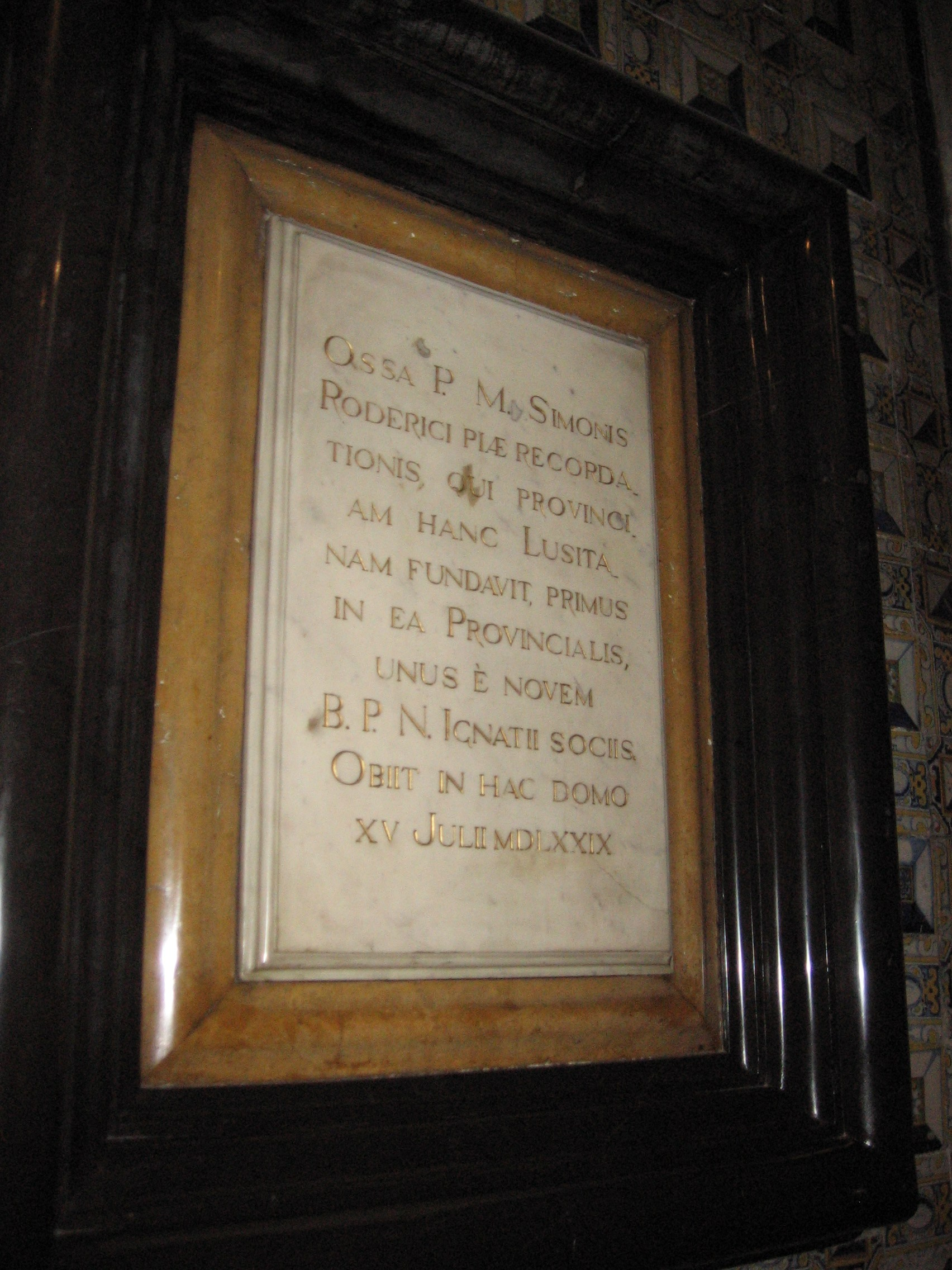
Plaque mortuaire dans l'église Saint-Roch de Lisbonne

Deux ans après la fondation de la Compagnie de Jésus, à Rome en 1540, Rodrigues est choisi pour accompagner François Xavier à Goa, un comptoir commercial de l'Inde portugaise. L'embarquement pour le voyage outremer se faisant nécessairement à Lisbonne Rodrigues rentre dans son pays. Son zèle apostolique, lié à un style de vie austère et évangélique et une grande compétence intellectuelle, fait forte impression. Il devint influent à la Cour royale où Jean III l'apprécie au point de le retenir au Portugal plutôt que le laisser partir en Inde. Il poursuit alors son apostolat à la cour et devient confesseur et professeur du prince héritier. 
En 1546 il est nommé provincial des jésuites du Portugal. Il doit alors gérer la bonne implantation de la Compagnie dans le Royaume ainsi que dans son empire. La tâche se révèle difficile. Les critiques à l'égard de sa personne et de son gouvernement arrivent à Rome. En 1551 il est destitué de sa charge de provincial. A sa demande, il est jugé en 1544. Ses juges confirme sa destitution et Ignace l'affecta à d'autres tâches en Italie et en Espagne. Il est alors interdit de retourner au Portugal.  
En 1567 il est envoyé en Espagne. Il y effectue plusieurs missions pour le compte des Généraux Diego Lainez puis de François Borgia. Vieillissant, il fut autorisé à retourner dans son pays, où, à la demande de Everard Mercurian, il rédigea des mémoires sur les années qui précédèrent la fondation de la Compagnie de Jésus : 1534-1540. Il meurt à la maison professe de Lisbonne le 15 juillet 1579. 